# وینسنته سالدیوار
وینسنته سالدیوار (اسپانیایی: Vicente Saldivar‎; ۵ مارس ۱۹۴۳ – ۱۸ ژوئیهٔ ۱۹۸۵) بوکسور اهل مکزیک بود.